# Liste der Baudenkmäler in Michelau im Steigerwald
Auf dieser Seite sind die Baudenkmäler in der unterfränkischen Gemeinde Michelau im Steigerwald zusammengestellt. Diese Tabelle ist eine Teilliste der Liste der Baudenkmäler in Bayern. Grundlage ist die Bayerische Denkmalliste, die auf Basis des Bayerischen Denkmalschutzgesetzes vom 1. Oktober 1973 erstmals erstellt wurde und seither durch das Bayerische Landesamt für Denkmalpflege geführt wird. Die folgenden Angaben ersetzen nicht die rechtsverbindliche Auskunft der Denkmalschutzbehörde.
 Diese Liste gibt den Fortschreibungsstand vom 13. Februar 2024 wieder und enthält 34 Baudenkmäler.

## Baudenkmäler nach Gemeindeteilen

### Altmannsdorf
| Lage                             | Objekt                     | Beschreibung | Akten-Nr.     | Bild           |
| -------------------------------- | -------------------------- | --- | ------------- | -------------- |
| Falkenbergstraße (Standort)      | Bildstock                  | Abgefaster Schaft, Aufsatz mit Hochrelief der Kreuzigung, Rückseite: Christus als Weltenrichter, zwei Seitenfiguren, bezeichnet „1673“ | D-6-78-157-18 | Bildstock      |
| Falkenbergstraße 4 (Standort)    | Hausfigur                  | Christus an der Martersäule, 18. Jahrhundert; auf der Hofmauer                                                                         | D-6-78-157-19 | weitere Bilder |
| Falkenbergstraße 7 (Standort)    | Kreuzschlepper             | Sandstein, 18. Jahrhundert; auf der Hofmauer                                                                                           | D-6-78-157-21 | weitere Bilder |
| Falkenbergstraße 8 (Standort)    | Hoftor mit Fußgängerpforte | Sandstein, 18. Jahrhundert | D-6-78-157-20 | weitere Bilder |
| Falkenbergstraße 12 (Standort)   | Fußgängerpforte            | Sandstein, bezeichnet „1704“ | D-6-78-157-22 | weitere Bilder |
| Nähe Falkenbergstraße (Standort) | Kapelle                    | Schlichter rechteckiger Satteldachbau mit eingezogenem polygonalem Chor und Dachreiter, 1726                                           | D-6-78-157-17 | Kapelle        |

### Haudersmühle
| Lage                                                                        | Objekt    | Beschreibung | Akten-Nr.     | Bild           |
| --------------------------------------------------------------------------- | --------- | --- | ------------- | -------------- |
| Untere Volkach (Standort)                                                   | Kapelle   | Schlichter rechteckiger Satteldachbau, spätes 18. Jahrhundert; bei der Haudersmühle | D-6-78-157-14 | weitere Bilder |
| Untere Volkach; westlich der Haudersmühle, neben der Feldkapelle (Standort) | Bildstock | Auf einfachem Sockel gewundener kannelierter Schaft, Aufsatz mit Hochrelief der Kreuzigung, Rückseite: St. Laurentius und St. Christoph, Seitenfiguren: Bischof und weibliche Heilige, bezeichnet 1519 | D-6-78-157-15 | weitere Bilder |

### Hundelshausen
| Lage                                    | Objekt                                                                             | Beschreibung | Akten-Nr.     | Bild                                                                               |
| --------------------------------------- | ---------------------------------------------------------------------------------- | --- | ------------- | ---------------------------------------------------------------------------------- |
| Kirchplatz 1 (Standort)                 | Katholische Filialkirche St. Sebastian                                             | An Stelle der Vorläuferkirche in der Ortsmitte von 1717 neu errichtet, unverputzter Bruchsteinquaderbau mit asymmetrischem Turm, Verwendung von Spolien, von Fritz Fuchsenberger, bezeichnet „1921“; mit Ausstattung | D-6-78-157-26 | Katholische Filialkirche St. Sebastian                                             |
| Kirchplatz 1, vor der Kirche (Standort) | Bildstock                                                                          | Auf runder Säule mit Tischsockel Reliefdarstellung des Heiligen Wendelin, auf der Rückseite die Vierzehn Nothelfer, bezeichnet „1764“                                                                                | D-6-78-157-27 | Bildstock                                                                          |
| Schloßweg 2 (Standort)                  | Ehemaliges Vogteigebäude der Vogtei Hundelshausen, zwischen 1885 und 1976 Forstamt | Langgestreckter zweigeschossiger Satteldachbau mit Sandsteingewänden, im Kern wohl 16./17. Jahrhundert, im 19. Jahrhundert verändert; Grundstücksmauer; Brunnen mit Brunnenhäuschen, 18. Jahrhundert                 | D-6-78-157-28 | Ehemaliges Vogteigebäude der Vogtei Hundelshausen, zwischen 1885 und 1976 Forstamt |
| Schloßweg 2 (Standort)                  | Ehemaliges Vogteigebäude, Wappensteine                                             | 16./17. Jahrhundert | D-6-78-157-28 | Ehemaliges Vogteigebäude, Wappensteine                                             |
| Zabelsteinstraße 2 (Standort)           | Hoftor                                                                             | Geohrt, mit Radabweisern und geschweiftem Sprenggiebel, heller Sandstein, bezeichnet „1755“ | D-6-78-157-29 | weitere Bilder                                                                     |

### Michelau im Steigerwald
| Lage                                                                  | Objekt                                            | Beschreibung | Akten-Nr.     | Bild           |
| --------------------------------------------------------------------- | ------------------------------------------------- | --- | ------------- | -------------- |
| Balthasar-Neumann-Straße 5 (Standort)                                 | Bildstock                                         | Schaft mit Akanthus und Fruchtwerk auf Tischsockel, Aufsatzrelief Wallfahrtswunder von Vierzehnheiligen, bezeichnet „1728“                                         | D-6-78-157-1  | Bildstock      |
| Balthasar-Neumann-Straße 10 (Standort)                                | Katholische Pfarrkirche St. Michael und St. Georg | Saalbau mit dreiseitig geschlossenem Chor, von Balthasar Neumann, 1738–52; mit Ausstattung                                                                         | D-6-78-157-2  | weitere Bilder |
| Balthasar-Neumann-Straße 10 (Standort)                                | Katholische Pfarrkirche St. Michael und St. Georg | Kirchhofmauer mit 15 Kreuzwegstationen, 18. Jahrhundert | D-6-78-157-2  | weitere Bilder |
| Balthasar-Neumann-Straße 12 (Standort)                                | Altes Pfarrhaus                                   | Zweigeschossiger giebelständiger Halbwalmdachbau mit Fachwerkobergeschoss, 18. Jahrhundert                                                                         | D-6-78-157-3  | weitere Bilder |
| Balthasar-Neumann-Straße 12 (Standort)                                | Hoftor                                            | Mit Pforte, bezeichnet „1782“; vor der Einfahrt in Teilen erhaltenes historisches Ortspflaster                                                                     | D-6-78-157-3  | weitere Bilder |
| Hauptstraße 15 (Standort)                                             | Wohnhaus                                          | Zweigeschossiger traufständiger Walmdachbau mit Fachwerkobergeschoss, geohrte Fenstergewände im Obergeschoss, 18. Jahrhundert                                      | D-6-78-157-4  | Wohnhaus       |
| Hauptstraße 17 (Standort)                                             | Wohnhaus                                          | Eingeschossiger giebelständiger Halbwalmdachbau mit Zierfachwerkgiebel, 17./18. Jahrhundert                                                                        | D-6-78-157-5  | Wohnhaus       |
| Hauptstraße 22 (Standort)                                             | Bildstock                                         | Schlichter Schaft, Aufsatzrelief mit heiligem Georg, bezeichnet „1702“ und „1863“                                                                                  | D-6-78-157-6  | Bildstock      |
| Hauptstraße 24 (Standort)                                             | Fachwerkhaus                                      | Eingeschossiger Satteldachbau auf hohem Kellersockel, beschnitzter Eckständer mit Berufsstandzeichen und bezeichnet „1712“                                         | D-6-78-157-7  | Fachwerkhaus   |
| Hauptstraße 24 a (Standort)                                           | Steinkreuz                                        | Sandstein, wohl spätmittelalterlich; in eine Bruchsteinmauer mit drei Kellerzugängen eingemauert                                                                   | D-6-78-157-8  | Steinkreuz     |
| Hauptstraße 26 (Standort)                                             | Figurenfries                                      | Unterhalb der Fenster des zweiten Obergeschosses des giebelständigen Sandsteinquaderbaus, Figuren der Vierzehn Nothelfer in Rundbogennischen, wohl 18. Jahrhundert | D-6-78-157-10 | weitere Bilder |
| Lindenweg 1 (Standort)                                                | Kreuzschlepper                                    | Sandstein, bezeichnet „1722“ | D-6-78-157-11 | Kreuzschlepper |
| Hauptstraße (Standort)                                                | Bildstock                                         | Auf bauchigem Schaft mit Akanthuskapitell Relief der heiligen Dreifaltigkeit, Sandstein, 1739                                                                      | D-6-78-157-9  | weitere Bilder |
| Nähe Haudersmühle (Standort)                                          | Bildstock                                         | Gewundene Säule mit Reliefaufsatz, dort Darstellung der Vierzehnnothelfer und des hl. Martin mit Stifterinschrift, bez. 1704                                       | D-6-78-157-37 | weitere Bilder |
| Nähe Kreisstraße SW 51, Straßenkreuzung nördlich des Ortes (Standort) | Bildstock                                         | Vierseitiger Aufsatz auf schlanker Säule, Reliefdarstellungen: Kreuzigung, Erzengel Michael, Heiliger Georg und Inschrift, 1600                                    | D-6-78-157-16 | Bildstock      |
| Oberdorf (Standort)                                                   | Bildstock                                         | Schmaler Schaft mit einem Kelch, im Aufsatz ein Hochrelief mit Darstellung der Pietà, Sandstein, 19./20. Jahrhundert                                               | D-6-78-157-13 | Bildstock      |
| Oberdorf 4 (Standort)                                                 | Sühnekreuz                                        | Mit abgerundeten Kanten, mittelalterlich, Sandstein | D-6-78-157-12 | weitere Bilder |

### Neuhausen
| Lage                           | Objekt  | Beschreibung                                                             | Akten-Nr.     | Bild    |
| ------------------------------ | ------- | ------------------------------------------------------------------------ | ------------- | ------- |
| Steigerwaldstraße 4 (Standort) | Kapelle | Sandsteinquaderbau mit polygonalem Chorabschluss und Dachreiter, um 1900 | D-6-78-157-30 | Kapelle |

### Neuhof
| Lage                                                              | Objekt                          | Beschreibung | Akten-Nr.     | Bild           |
| ----------------------------------------------------------------- | ------------------------------- | --- | ------------- | -------------- |
| Ebene (Standort)                                                  | Bildstock                       | Schaft auf einer Sandsteinplatte, Aufsatz mit Reliefdarstellung Christus als Weltenrichter, Seitenfiguren, bezeichnet 1701 | D-6-78-157-33 | weitere Bilder |
| In Neuhof (Standort)                                              | Katholische Kapelle St. Anna    | Sandsteinquaderbau mit polygonalem Chorabschluss und Dachreiter, um 1900                                                   | D-6-78-157-32 | weitere Bilder |
| In Neuhof (Standort)                                              | Dorfbrunnen mit Brunnenhäuschen | 18. Jahrhundert | D-6-78-157-23 | weitere Bilder |
| Schloßweg; Zabelstein; westlich Neuhof bei Punkt 487,6 (Standort) | Kellergewölbe und Zisterne      | Wohl nachmittelalterlich, von dem ehemals zur Burg Zabelstein gehörenden, im 19. Jahrhundert abgegangenen Weiler           | D-6-78-157-25 | weitere Bilder |

### Prüßberg
| Lage                                                | Objekt    | Beschreibung                                                                                           | Akten-Nr.     | Bild           |
| --------------------------------------------------- | --------- | --- | ------------- | -------------- |
| Alte Gasse; Kühsteig; östlicher Ortsrand (Standort) | Bildstock | Bauchiger Schaft auf Tischsockel, Aufsatzrelief mit Darstellung der Vierzehn Heiligen, bezeichnet 1844 | D-6-78-157-35 | weitere Bilder |
| Kreisstraße SW 51 (Standort)                        | Wegkreuz  | Kruzifix auf neuromanischem Sockel, 19. Jahrhundert; am Ortsende Richtung Michelau                     | D-6-78-157-34 | Wegkreuz       |